# Javier Manzano
Javier Manzano (México, 1975) es un fotógrafo y video-periodista mexicano conocido principalmente por su cobertura de varios conflictos de Oriente Medio
, como la guerra de Afganistán del año 2001 y la Guerra Civil Siria actual, aunque también de otros como la Guerra contra el narcotráfico en México. 

## Biografía
Javier Manzano es natural de México y su familia se trasladó a los USA cuando sólo contaba con 18 años, aunque actualmente vive en Oriente Medio, fundamentalmente basado en Estambul. Ha publicado en diferentes medios periodísticos, como The Guardian, The Washington Post o la revista TIME, entre otros, además de haber trabajado en televisión
Actualmente trabaja para France-Presse.

## Awards
- 2011 World Press Photo Award
- 2013 World Press Photo Award
- 2013 Pulitzer Prize for feature photography
- 2013 Bayeux-Calvados Award for war correspondents
- 2016 Pell Center Prize for Story in the Public Square[4]
- 2020 Emmy Award BEST STORY IN A NEWSCAST - Director of Photography[5]
- 2020 Emmy Award OUTSTANDING CONTINUING COVERAGE OF A NEWS STORY IN A NEWSCAST - Director of Photography[5]
- 2022  The Edward R. Murrow Award - Best TV, video or documentary 30 minutes for “Yemen's Children of War” - Director of Photography.[6]
- 2022 Peabody Awards “Transnational” - Director of Photography.[7]
- 43rd Emmy Award OUTSTANDING CONTINUING NEWS COVERAGE: LONG FORM - "Yemen's Forgotten War" VICE NEWS TONIGHT - Director of Photography[8]
- 43rd Emmy Award BEST NEWS COVERAGE: LONG FORM - "Return of the Taliban: A VICE News Special Report" Showtime - Director of Photography[8]
- 43rd Emmy Award OUTSTANDING VIDEO JOURNALISM: NEWS - "Return of the Taliban: A VICE News Special Report" Showtime - Director of Photography[8]
- 44th Emmy Award OUTSTANDING BUSINESS, CONSUMER OR ECONOMIC COVERAGE: LONG FORM - "The Price of Purity" VICE NEWS ON SHOWTIME - Director of Photography[9]
- 44th Emmy Award OUTSTANDING VIDEO JOURNALISM - "The Price of Purity" VICE NEWS ON SHOWTIME - Director of Photography[9]